# Locative media
De term locative media (ofwel locatieve media) beschrijft letterlijk locatiegebaseerde technologieën, zoals het Global Positioning System (gps), mobiele telefoons, wireless laptops, Bluetooth, wifi, RFID en andere systemen voor mobiele communicatie. Dergelijke technologieën stellen mensen in staat om zichzelf en anderen in een specifieke geografische locatie te positioneren en tevens om informatie aan de desbetreffende locatie te koppelen.
Aan de andere kant beschrijft de term 'locative media' een discipline waarin wetenschappers en kunstenaars de potentie van locatiegebaseerde technologieën voor onze samenleving onderzoeken en/of bekritiseren (Russell, 2004). Locatiegebaseerde media stelt ons in staat om de relatie tussen mens-plaats nader te onderzoeken, doordat deze media onzichtbare informatie visueel kan weergeven.

## Beknopte Samenvatting
Karlis Kalnins introduceerde in 2003 de term ‘locative media’. Kalnins trachtte hiermee locatiegebaseerde technologische kunst te onderscheiden van commerciële locatiegebaseerde media (Hemment, 2006). In locative media projecten wordt de relatie tussen mens-plaats onder de loep genomen en wordt getracht deze relatie in sociaalconstructieve termen her te definiëren. Dergelijke projecten pogen onze ervaring en ons begrip van ruimte (plus de rol van technologie in dit geheel) te verruimen (Galloway & Ward, 2005).
Karakteristiek voor locative media is haar dubbele houding ten opzichte van commercie. Enerzijds worden deze projecten door overheden of corporaties gefinancierd en zijn de projecten bestemd voor een commercieel publiek (Tuters & Varnelis: 2006). Anderzijds bekritiseert locative media onze relatie met locatiegebaseerde technologie en ons begrip van ruimte. Doordat locative media projecten verborgen informatie aan specifieke locaties te koppelen, worden mensen meer locatiebewust.
De dubbele houding van locative media wordt regelmatig bekritiseerd. Zo zou locative media niet geschikt zijn om mensen locatiebewust te maken, vanwege haar commerciële inslag en haar onkritische karakter. Vanuit dit perspectief is locative media slechts een verheerlijking en belichaming van de kapitalistische samenleving waardoor het publiek wordt afstompt.

### Kunst & Locative Media
Locative media is in de kunstwereld ontstaan en bevat zowel sporen van het dadaïsme als van conceptuele kunst. Na de hoogtijdagen van internetkunst of net.art begon een nieuwe kunststroming zich vorm te geven, locative media genaamd (Tuters & Varnelis: 2006). Locative media is zowel een voortzetting evenals een verwerping van de net art beweging. In contrast met net art benadrukt locative media niet zozeer haar autonome status als kunst, maar probeert zij de grenzen tussen kunst en kapitaal te vervagen.
De meningen over de historische antecedenten van locative media verschillen. Sommige wetenschappers/kunstenaars stellen dat locative media hoofdzakelijk technieken hebben overgenomen van de Situationist Dérive. Deze beweging combineerde cartografie met creativiteit om kritische en reflexieve kunst te ontwikkelen. In Byrne’s ‘Mobile Realism’ wordt de historische relaties van locative media nader onderzocht. Chris Byrne stelt dat locative media naast de Situationist Dérive ook door de Mass Observation beweging is geïnspireerd (Byrne, 2005). Net als de Situationist Dérive, probeerde de Mass Observation door middel van het in kaart brengen van dataverzamelingen onze samenleving progressief te veranderen. Toch is het technische en theoretische kader van beide kunstbewegingen verschillend. De Mass Observation haalde haar inspiratie uit commerciële en gestandaardiseerde systemen, en zocht het speciale in het gebruikelijke. Daarentegen stelden situationisten creativiteit, reflexiviteit en sociale kritiek voorop. Volgens Byrne zouden de invloeden van beide kunstbewegingen op locative media moeten worden erkend, willen wij hedendaagse locative media projecten kunnen begrijpen.

### Categoriseren van Locative Media
Ondanks dat geen strikt afgebakende locative mediagenres tot op heden bestaan, zouden wij grofweg de volgende categorieën kunnen opstellen: pervasive gaming, space annotation, locative audio (en mobile music), spatial storytelling, phenomelogical space & location aware media (door middel van gps). Deze categorieën zijn slechts voorbeelden van hoe locative media gecategoriseerd kan worden, dit wil dus niet zeggen dat dit de norm is.

### Voorbeelden
Vanwege de diversiteit aan locative media projecten, kan deze kunstbeweging niet aan de hand van een aantal voorbeelden adequaat worden geïllustreerd. Toch zijn een aantal noemenswaardig, zoals VeoGeo (van Esther Polak), Can You See Me Now? (van de Blast Theory & Mixed Reality Lab), You Get Me (van Blast Theory) en de Emergent Game (van Nikki Pugh & Ana Belloch). Voor meer voorbeelden van locative media projecten, zie gerelateerde links.